# Gaußsche Pessach-Formel
Die Pessach-Formel von Carl Friedrich Gauß aus dem Jahr 1802 erlaubt es, für ein jüdisches Jahr oder ein Jahr der christlichen Ära das Datum des Pessach-Festes im julianischen Kalender zu berechnen. Mit der Formel, die weniger bekannt ist als die Gaußsche Osterformel, erhält man den ersten Tag des jüdischen Pessach-Festes, der dem 15. Nisan im Jüdischen Kalender entspricht. Zu beachten ist jedoch, dass im jüdischen Kalender der Tagesbeginn jeweils am Vorabend mit Sonnenuntergang erfolgt.
Der berechnete Tag im julianischen Kalender kann danach leicht in den gregorianischen Kalender umgerechnet werden.

## Berechnung
A sei das Jahr im jüdischen Kalender (A > 0). B sei das Jahr in der christlichen Ära (B ≥ 0). Es gilt: A − 3760 = B.
Man dividiere zunächst (12 · A + 17) durch 19 bzw. (12 · B + 12) durch 19 und bezeichne den Rest mit a. Dann dividiert man A bzw. B durch 4 und nenne den Rest b.
Man berechne: 32,0440932 + 1,5542418 · a + 0,25 · b − 0,003177794 · A, beziehungsweise: 20,0955877 + 1,5542418 · a + 0,25 · b − 0,003177794 · B und setze das Ergebnis gleich M + m. M bedeutet die sich ergebende ganze Zahl und m den echten Dezimalbruch.
Mit Brüchen formuliert:
{\displaystyle M+m=32{\frac {4343}{98496}}+1{\frac {272953}{492480}}a+{\frac {1}{4}}b-{\frac {313}{98496}}A}, 
beziehungsweise
{\displaystyle M+m=20{\frac {9415}{98496}}+1{\frac {272953}{492480}}a+{\frac {1}{4}}b-{\frac {313}{98496}}B}.
Dann dividiert man (M + 3 · A + 5 · b + 5) bzw. (M + 3 · B + 5 · b + 1) durch 7 und nennt den Rest c.
Schließlich sind folgende Fälle zu unterscheiden:
1. Ist c = 2, 4 oder 6: Das Pessach-Fest ist am (M + 1)-ten März im Julianischen Kalender.
2. Ist c = 1, a > 6 und m ≥ 1367/2160, dann ist das Pessach-Fest am (M + 2)-ten März im Julianischen Kalender.
3. Ist c = 0, a > 11 und m ≥ 23269/25920, dann ist das Pessach-Fest am (M + 1)-ten März im Julianischen Kalender.
4. In allen übrigen Fällen ist das Pessach-Fest am M-ten März nach dem Julianischen Kalender. Ergeben sich Resultate größer als 31, so sind die Tageszahlen der vorangegangenen Monate abzuziehen.

Die Fälle 1–3 entsprechen den Verschiebungen (Dechijoth) Adu, Gatrat bzw. Betutakpat (Jüdischer Kalender #Kalendarische Ausnahmeregeln) beim jüdischen Neujahrstag, der dem Pessach-Fest folgt. Die Verschiebung Jach ist bereits in die Formel eingearbeitet.
Der jüdische Neujahrstag folgt dem berechneten ersten Tag des Pessach-Festes immer um 163 Tage, sodass über die Gauß’sche Pessach-Formel auch der Neujahrstag im Jüdischen Kalender (Rosch ha-Schana) zugänglich ist.

## Umwandlung Julianischer – Gregorianischer Kalender
Um das Datum im gregorianischen Kalender zu erhalten, sind einzelne Tage zum Datum im julianischen Kalender hinzu zu addieren: 
| von bis       | plus    |
| ------------- | ------- |
| 1583 bis 1699 | 10 Tage |
| 1700 bis 1799 | 11 Tage |
| 1800 bis 1899 | 12 Tage |
| 1900 bis 2099 | 13 Tage |
| 2100 bis 2199 | 14 Tage |

Ein allgemein gültiger Umrechnungsalgorithmus findet sich unter Umrechnung zwischen julianischem und gregorianischem Kalender. Bach gibt eine Liste mit den Daten des Pessach-Festes von 500 bis 2999 n. Chr. an.

## Beweis der Formel
Hamburger hat 1896 einen Beweis dieser Formel und umfassende Erklärungen dazu geliefert, ebenso Bach.

## Berechnungsbeispiel
Für das Jahr 2017 n. Chr. soll der erste Tag des Pessach-Festes berechnet werden. 
Somit ist B = 2017 und A = 5777. Man erhält a = 10 und b = 1. Weiterhin ergibt sich M + m = 29,47839526. Somit ist M = 29 und m = 0,47839526. Schließlich erhält man daraus c = 3. 
Die Fälle 1–3 treten hier nicht auf, daher ist das Pessach-Fest am M-ten März und somit am 29. März 2017 im julianischen Kalender. Um das entsprechende Datum im gregorianischen Kalender zu erhalten, müssen 13 Tage addiert werden, somit ergibt sich der 42. März bzw. der 11. April 2017. Das Pessach-Fest beginnt somit am Abend des 10. April 2017 mit Sonnenuntergang.
Der darauf folgende Neujahrstag des jüdischen Jahres 5778 (A+1) ist 163 Tage später und somit am 21. September 2017 (Beginn am 20. September mit Sonnenuntergang).